# Crni Lug (Vranje)
Pour les articles homonymes, voir Crni Lug.
Crni Lug (en serbe cyrillique : Црни Луг) est un village de Serbie situé sur le territoire de la Ville de Vranje, district de Pčinja. Au recensement de 2011, il comptait 249 habitants.

## Démographie

### Évolution historique de la population
| 1948 | 1953 | 1961 | 1971 | 1981 | 1991 | 2002 | 2011 |
| ---- | ---- | ---- | ---- | ---- | ---- | ---- | ---- |
| 428  | 429  | 368  | 290  | 248  | 264  | 266  | 249  |

|  |